# Back (Buiten-Hebriden)

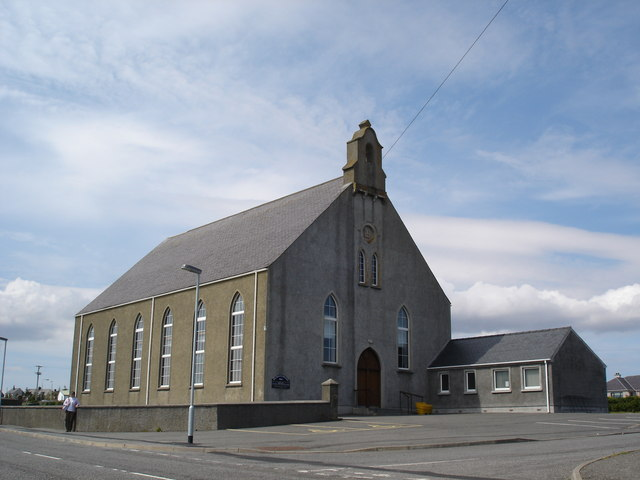
De Free Church

Back (Schots-Gaelisch: Am Bac) is een plaats op het eiland Lewis, een deel van de Buiten-Hebriden. In Back is een kerk van de Free Church of Scotland. Deze kerk is een van de grootste van het kerkverband en is in 2007 fors uitgebreid. De kerk heeft ook een eigen school, de Sgoil a’ Bhac waar opnieuw in het Schots-Gaelisch wordt onderwezen. Het strand is populair bij windsurfers. De lokale voetbalclub Back FC speelt op een relatief hoog niveau en is de trots van het dorp.
De dorpen Upper Coll, Coll, Inner Coll, Vatisker, en Gress worden tot het district Back gerekend. De districten op Lewis hebben geen bestuurlijke of administratieve betekenis.